# پلیسید (مینه‌سوتا)
پلیسید، مینه‌سوتا (به انگلیسی: Palisade, Minnesota) یک شهر در ایالات متحده آمریکا است که در شهرستان ایتکین، مینه‌سوتا واقع شده‌است.

## خصوصیات
پلیسید ۱٫۶۸ کیلومترمربع مساحت و ۱۶۷ نفر جمعیت دارد و ۳۷۷ متر بالاتر از سطح دریا واقع شده‌است.